# Dal van de Roode Beek
Dal van de Roode Beek is een natuurgebied in het beekdal van de Roode Beek ten noordwesten van Schinveld (gemeente Beekdaelen) in het zuiden van de Nederlandse provincie Limburg. Het gebied meet 59 hectare en is in bezit van Natuurmonumenten.

## Geografie
Het dal van de Roode Beek bestaat uit vochtige heide en veen langs de linker bovenloop van de Roode Beek in het Bekken van de Roode Beek. Het gebied maakt deel uit van het Natuur- en Landschapspark Rodebach-Roode Beek, een groter, grensoverschrijdend natuurgebied met een totale oppervlakte van circa 750 hectare. Het wordt in het noorden begrensd door de Jabeekse Bossen, in het noordoosten door het Leiffenderven en het Gangelter Bruch, in het oosten door de Schinveldse Bossen, in het zuiden door de Breukberg en in het westen door de dorpskern van Schinveld.

## Geschiedenis
In de twintigste eeuw werd het oude moerasgebied drooggelegd en ontgonnen tot landbouwgrond en werd de Roode Beek gekanaliseerd om afvalwater afkomstig van de kolenwasserij van de Staatsmijn Hendrik zo snel mogelijk af te voeren naar de Maas. Tussen 2002 en 2007 zijn werkzaamheden begonnen om de beek weer in haar oorspronkelijke, meanderende staat terug te brengen en de natuur door vernatting te herstellen. Ook lag in het gebied een rioolwaterzuiveringsinstallatie, die in dezelfde periode opgeheven werd. Op het terrein van de voormalige zuiveringsinstallatie is in 2013 een visvijver aangelegd.